# Соколиновка
Соколиновка (каз. Соколиновка) — упразднённое село в Иртышском районе Павлодарской области Казахстана. Ликвидировано в 2001 году. Входило в состав Узунсуского сельского округа.

## Население
В 1989 году население села составляло 69 человек. По данным переписи 1999 года в селе проживало 105 человек (52 мужчины и 53 женщины).